# 永吉街道 (桦甸市)
永吉街道，是中华人民共和国吉林省吉林市桦甸市下辖的一个乡镇级行政单位。

## 行政区划
永吉街道下辖以下地区：
永吉社区、宏伟社区、小城子村、集厂子村、红升村、孙家屯村、东崴子村、裕民村、渔业村、大城子村、莲花村、榆树村、西台子村、优胜村和北台子村。